# Сухорабовка
Сухора́бовка (каз. Сухорабов) — село у складі району Шал-акина Північноказахстанської області Казахстану. Адміністративний центр Сухорабовського сільського округу.
Населення — 479 осіб (2021; 649 у 2009, 1076 у 1999, 1308 у 1989).
Національний склад станом на 1989 рік:
- росіяни — 43 %
- казахи — 29 %.